# Kaufhalle (Leipzig)

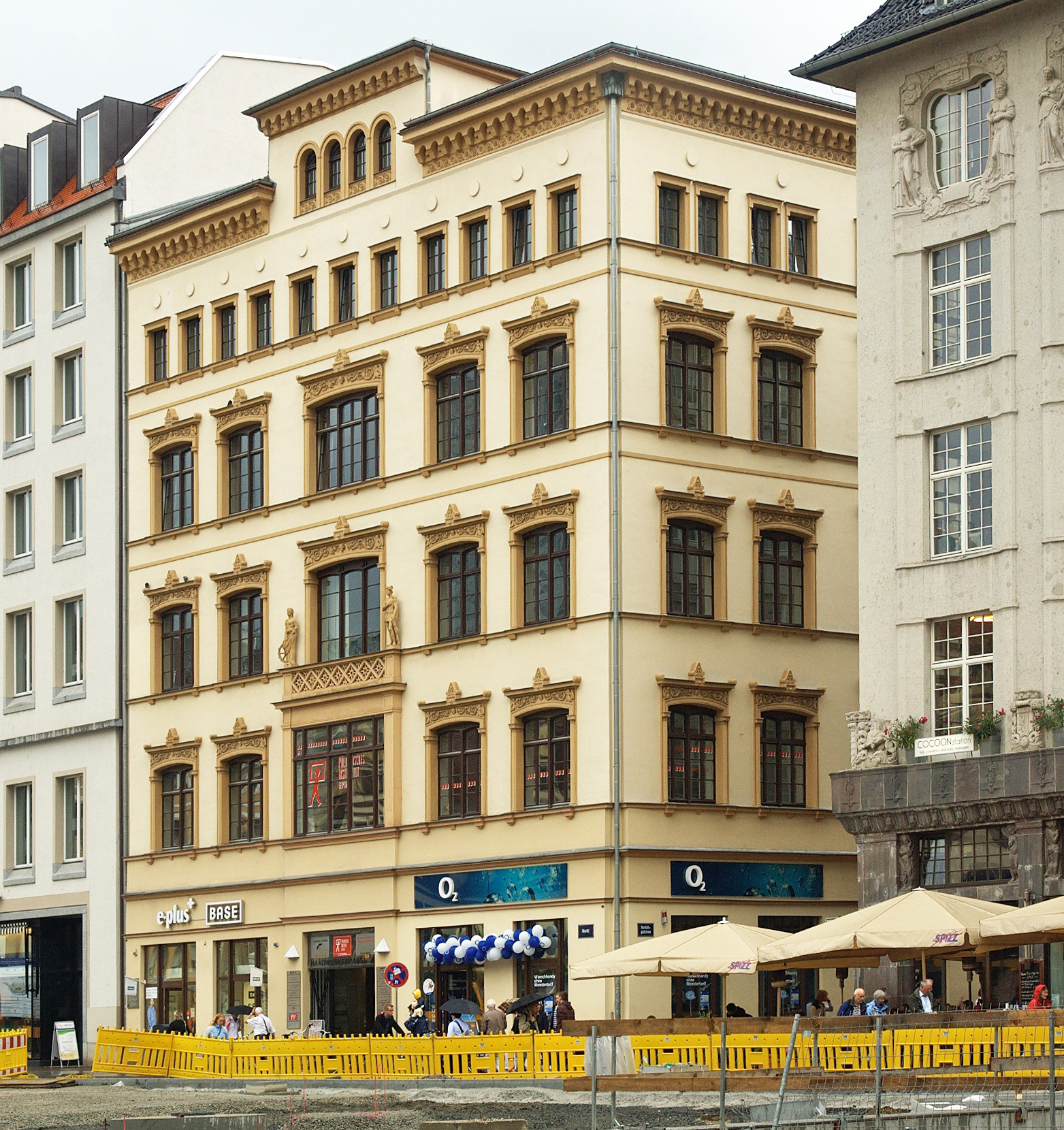
Das Haus „Kaufhalle“ (2010)

Die historische Kaufhalle in Leipzig ist ein ehemaliges Messehaus am Markt 10. Das klassizistische Gebäude bildet den Zugang zur Handwerkerpassage und steht unter Denkmalschutz.

## Lage und Beschreibung
Die Kaufhalle steht an der Westseite des Marktes und bildet das Eckhaus zum Barfußgäßchen. Nach Süden grenzt sie an die Neubauten der Marktgalerie. Die in ihr beginnende Handwerkerpassage reicht bis zur Klostergasse.

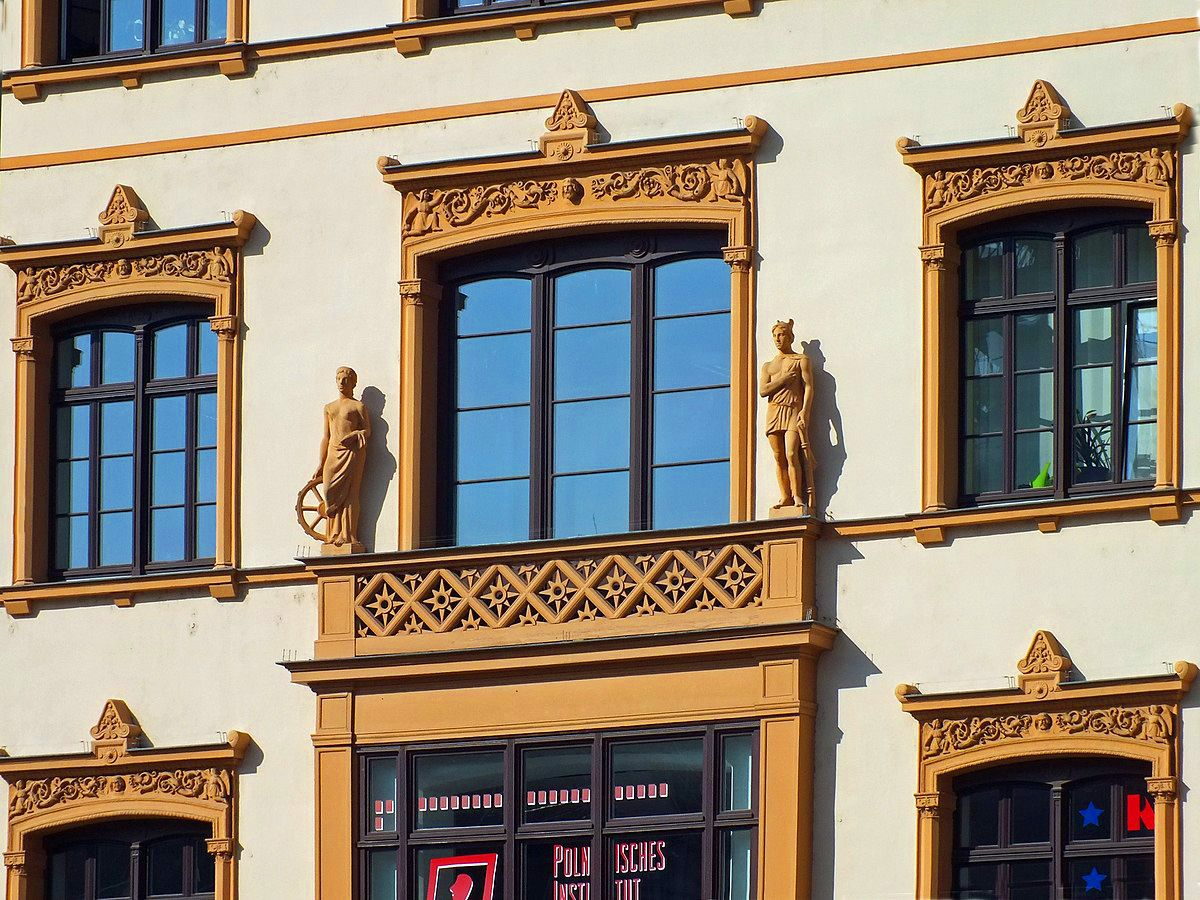
Bauschmuck (2010)

Die Kaufhalle ist ein blockhaft wirkendes fünfstöckiges Gebäude. Von den fünf Fensterachsen ist die mittlere durch breitere Fenster, einen Balkon und ein flaches Zwerchhaus betont. Die Fensterstürze zeigen als Bauschmuck eine für Leipzig ungewöhnliche vegetabile Ornamentik. Auf der Balkonbrüstung stehen zwei Figuren, die die Industrie und den Handel symbolisieren.
Auf der dem Platz abgewandten Seite schließen sich nach Westen zwei schmale Seitenflügel an, zwischen denen die Handwerkerpassage verläuft. Der südliche ist etwa 40 Meter, der nördliche am Barfußgäßchen halb so lang. Nach dem Barfußgäßchen besitzt er die gleiche Fassadengestaltung wie das Hauptgebäude zum Markt.

## Geschichte
Der Renaissance-Vorgängerbau war 1506 durch den Saigerhüttenbesitzer Moritz (I.) Bucher (bzw. Buchner) errichtet worden (Buchers Hof).

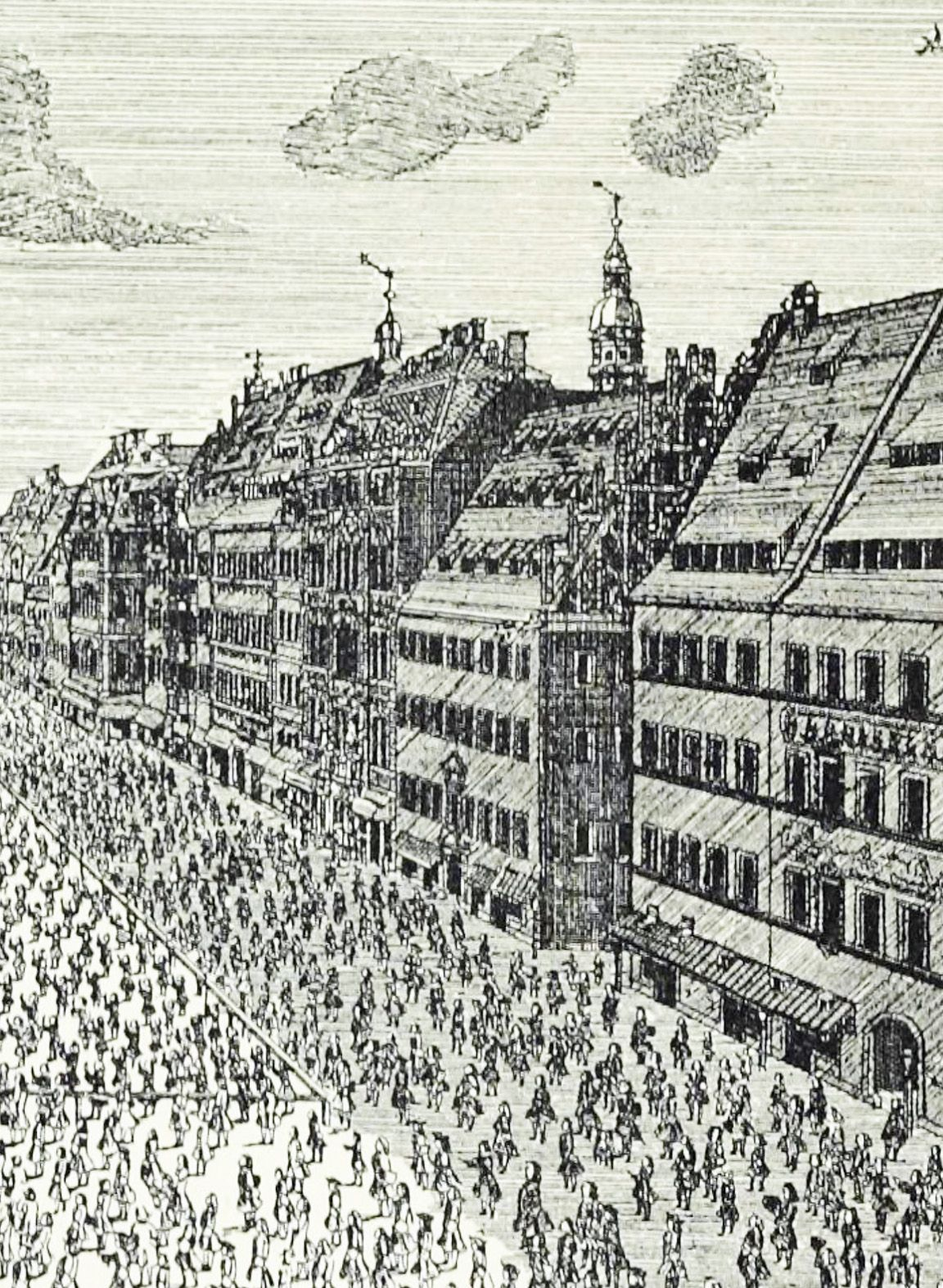
Buchers Hof, in der Bildmitte (um 1506)

Hier wurde 1655 der Jurist und Philosoph Christian Thomasius (1655–1728) geboren.
Im 19. Jahrhundert war das Gebäude als Eckoldtsches Haus bekannt, benannt wohl nach der Leipziger Medizinerfamilie Eckoldt (Johann Gottlieb E. (1746–1807), Christian Gottlob E. (1774–1828)).
1813/1814 residierte in dem Haus, das nach der damaligen Durchnummerierung der Häuser der Stadt die Nr. 175 trug, der nach der Völkerschlacht eingesetzte russische Stadtkommandant Victor von Prendel (1766–1852). Eine Tafel am Haus erinnert daran.

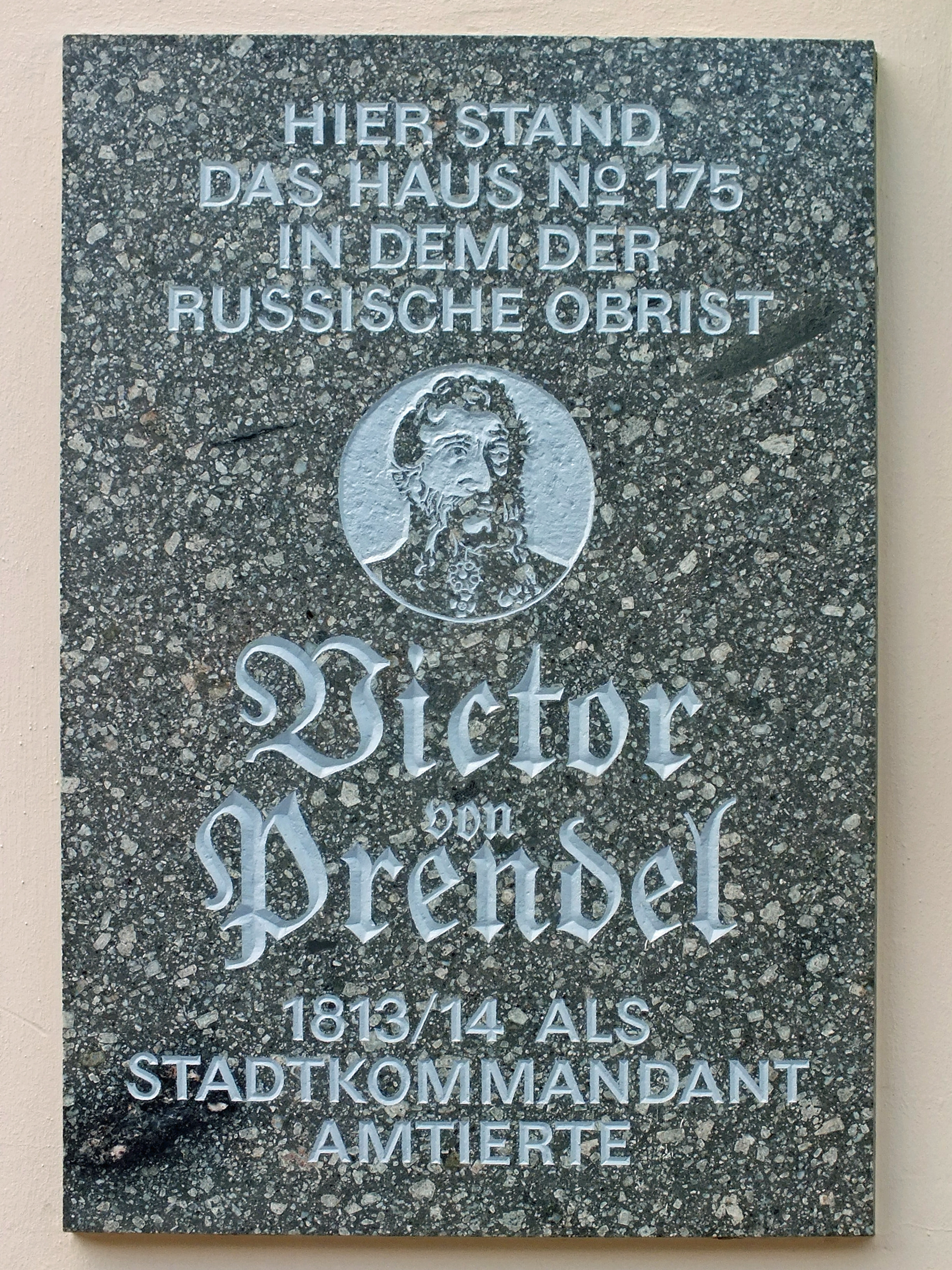
Prendel-Tafel
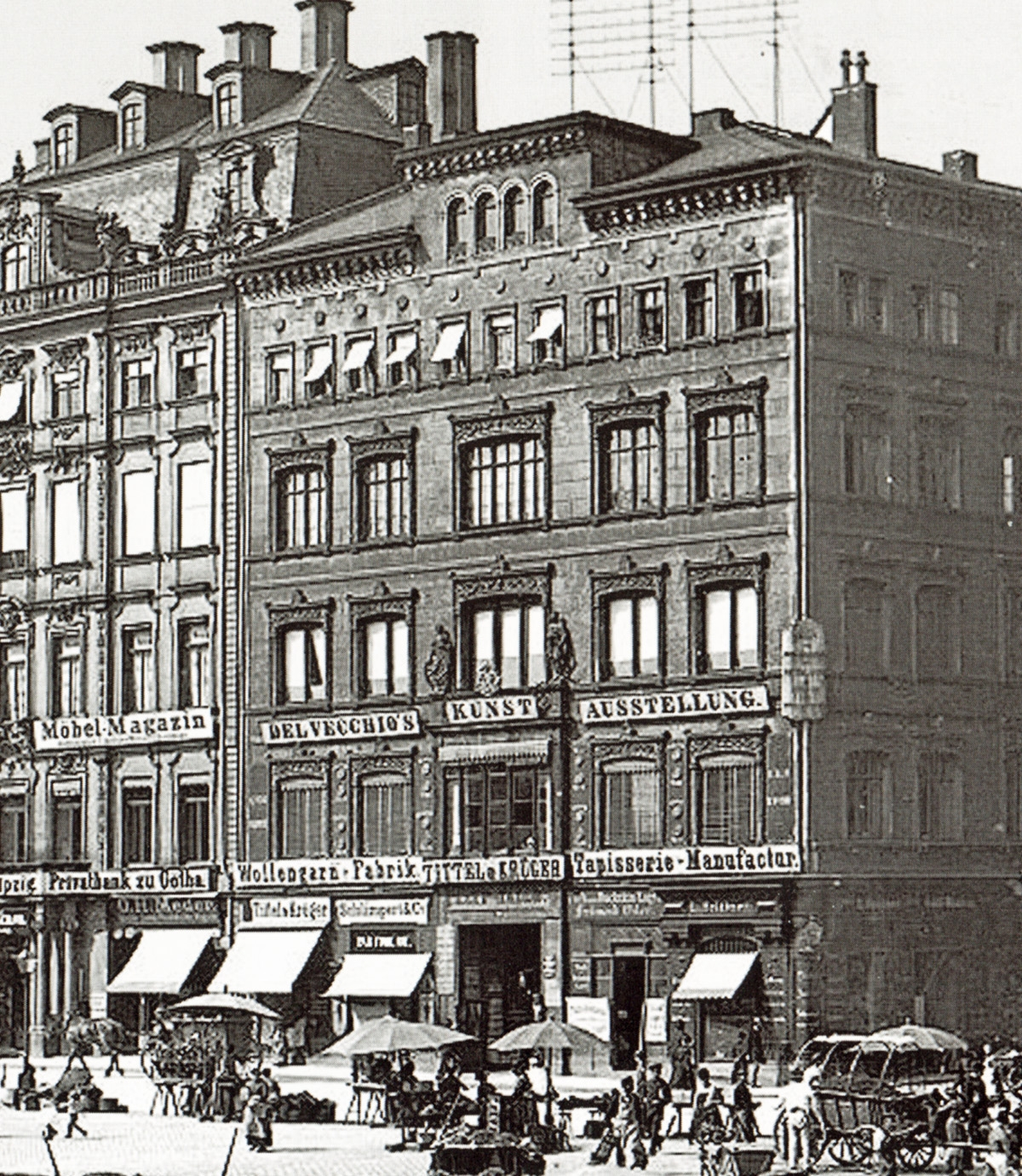
Die Kaufhalle 1895

1845/1846 wurde vermutlich nach Plänen des Leipziger Architekten Eduard Pötzsch (1803–1889) die Kaufhalle errichtet. Es ist
eines der letzten für die Waren- statt der späteren Mustermesse errichteten Durchgangshäuser. In dem Gang zwischen den Seitenflügeln waren 41 Verkaufslokale angeordnet.
Von 1848 bis 1900 befand sich im zweiten Obergeschoss die bekannte Galerie Del Vecchio, die sowohl als Kunsthandlung fungierte als auch eine ständige Kunstausstellung mit laufenden Wechselausstellungen war.
Im Zweiten Weltkrieg blieb die Kaufhalle vor größeren Zerstörungen verschont. 1989 wurde der Durchgang zur Klostergasse als Handwerkerpassage gestaltet. Anfang der 1990er Jahre gehörte das Haus anteilig zum Leipziger Immobilienbesitz des Bauunternehmers Jürgen Schneider (* 1934). 1997/1998 erfolgte eine Sanierung der Gesamtanlage, bei der auch die beiden Figuren auf der Balkonbrüstung wieder aufgestellt wurden.